# Blodwyn Pig
Blodwyn Pig byla britská rocková skupina založená Mickem Abrahamsem po jeho odchodu z Jethro Tull v roce 1968 (Abrahams odešel pro velké rozepře s vedoucím skupiny J. Tull, Ianem Andersonem). Blodwyn Pig hráli ve složení Abrahams (kytara a zpěv), Jack Lancaster (saxofon), Andy Pyle (baskytara) a Ron Berg (bicí).
Skupina nahrála dvě alba, Ahead Rings Out v roce 1969 a Getting To This v roce 1970. Obě alba se umístila ve spodní polovině britské hitparády "Top Ten". Na prvním albu hráli "heavy blues-rock", s kořeny v rhytm and blues britské hudební scény 60. let, ze které vzešly skupiny jako the Yardbirds, Free a také Led Zeppelin.
Singl Summer Day z Ahead Rings Out se dostal do žebříčku.
„Ahead Rings Out“ (EMI), znovu vydané CD v roce 2006:

## Skladby z původního alba
1. It's Only Love
2. Dear Jill
3. Sing Me A Song That I Know
4. The Modern Alchemist
5. Up And Coming
6. Leave It With Me
7. The Change Song
8. See My Way
9. Ain't Ya Comin' Home, Babe?

### Bonusy
1. Sweet Caroline
2. Walk On The Water
3. Summer Day
4. Same Old Story
5. Slow Down
6. Meanie Mornay
7. Backwash